# LFF體育場
立陶宛足球總會體育場，簡稱LFF體育場，原名為Vėtra體育場，是一座位於立陶宛維爾紐斯的足球專用體育場。

## 外部連結
维基共享资源上的相關多媒體資源：LFF Stadium